# De Havilland DH.60
de Havilland DH.60 Moth é uma aeronave criada pelos britânicos nos anos 20 que servia como aeronave de recreio e treino. Desenvolvida a partir do DH.51, era um avião feito em madeira, biplano e monomotor. Foi a primeira aeronave de sucesso capaz de entrar no mercado de aeronaves ligeiras e baratas, sendo usada tanto em meios civis como em militares.